# 濱野力
濱野 力（浜野 力、はまの つとむ、1893年〈明治26年〉9月30日 - 1957年〈昭和32年〉3月4日）は、日本の海軍軍人、電気工学者。海軍航空技術廠電気部部長、海軍第二技術廠電気部長。海兵43期首席。最終階級は海軍少将。

## 経歴
富山県婦負郡卯花村（現富山市）出身。
海軍兵学校43期首席入学（1番/100名）、同首席卒業（1番/95名）。海軍砲術学校普通科学生、海軍水雷学校普通科学生修了。ほか、ハーバード大学で電気工学を学ぶ。
1926年、海軍少佐昇任。1929年、欧州に在勤、留学する。1931年、海軍中佐昇任。佐世保海軍工廠造兵部検査官。1936年、海軍大佐昇任。海軍技術研究所電気研究部第三科（無線受信）主任、海軍通信学校教官。1940年、海軍少将。海軍航空技術廠電気部部長。
1945年、予備役編入。1947年、公職追放仮指定。